# 草刈英治
草刈 英治（くさかり えいじ、1891年（明治24年）6月1日 - 1930年（昭和5年）5月20日）は、日本の海軍軍人。ロンドン海軍軍縮条約に反対し自決した海軍少佐である。

## 人物・来歴
草刈の遠祖は小野木公郷である。父・鉄太郎は旧会津藩士で、14歳のおり戊辰戦争における会津若松城籠城戦を戦った。長兄・雄治は東京帝国大学出身の関東都督府技師、のち九州電気軌道専務、次兄・哲治は海軍大主計（主計大尉）、二人の妹はそれぞれ同郷の陸軍将校（外井氏）、陸軍軍医（石田氏）に嫁いでいる。草刈は会津中学に学び、元来は一高志望であったが、海軍兵学校に在校していた同窓生の短剣姿に憧れ海兵進学を目指す。1910年（明治43年）、草刈は78名中3番の成績で中学を卒業する。同級生に簗瀬真琴、原田覚、海軍主計少将・山口一がおり、いずれも稚松会会員である。

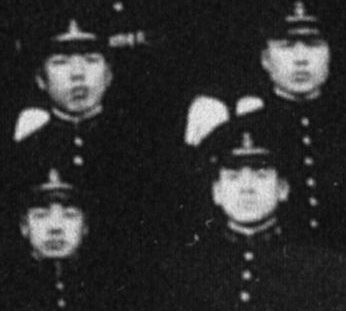
前列右が海兵卒業時の草刈、後列左原田。草刈の隣は古宇田武郎（のち少将）。古宇田は草刈の妻を励ます書簡を寄せた。

### 海兵41期
同年9月海軍兵学校（41期）に入校。席次は120名中5番である。生徒時代は品行善良章を2度、学業優等章を1度授与されている。友人として特に親交を結んだのは草鹿龍之介、市丸利之助、保科善四郎であった。1913年（大正2年）118名中12番で卒業(41期)。海兵41期は校長・山下源太郎、教頭・加藤寛治の指導を受け、加藤は多士済々と評しており、二年次の学術優等章受章者が17名にのぼるなど成績優秀者が多かったクラスである。海兵41期は、のちの太平洋戦争において、大田実、木村昌福、田中頼三、松永貞市その他知名の提督を輩出した。

### 海軍将校
卒業後、「矢矧」乗組となり、第一次大戦対独戦に従軍。当時独領であった南洋群島の占領作戦に参加した。その後「伊吹」、「扶桑」乗組を経て海軍砲術学校及び海軍水雷学校の普通科学生を卒業。「白雲」乗組となるが慢性気管支炎に侵され、一時は重態に陥るなど二年間療養生活を送る。全治後舞鶴鎮守府付として復帰。海大選科学生として東京外国語学校で仏語を修める。「五十鈴」分隊長となり関東大震災救護任務に従事した後、呉海兵団分隊長兼教官、呉鎮守府副官兼参謀、「伊勢」分隊長を経て海大甲種26期を卒業した。有馬正文、中澤佑、松田千秋、黒島亀人らが同期である。
大尉時代には『忠君論』を著し、佐藤鉄太郎に講評を願っている。佐藤は「理性の深刻味あるも、情操の温味を感ぜざる底の欠点あり」と述べ、義務感が強すぎることに疑問を表明したが、講評の最後は「近頃稀に見るの論文なり」と結ばれている。海大時代は欠席が多く教官・寺本武治の世話で参禅していた。海大同期の大西新蔵によれば草刈に2時間に渡り叱られたことがあり、実戦部隊の指揮官には不向きとしている。
軍令部参謀（3班5課）に補され対仏班主任となり、国際水路会議に参加するためモナコへ出張した。政府代表である水路部長・米村末喜は兵学校、練習艦隊、海大と三度に渡る恩師であった。草刈は航海の専門家ではなかったが、往路の船内で会議の準備に没頭し、出席した分科会の委員長は草刈を評価する旨を米村に語ったという。
ロンドン海軍軍縮会議の直前には、フランス班の主任としてフランスの軍縮態度について研究していた。新聞社の取材によれば、フランスが挙国一致で全権を助け、国是を主張する態度を推賞する一方、日本国内は意見の一致に事欠いている状況であることを指摘し、悲憤慷慨していたという。

### 自決

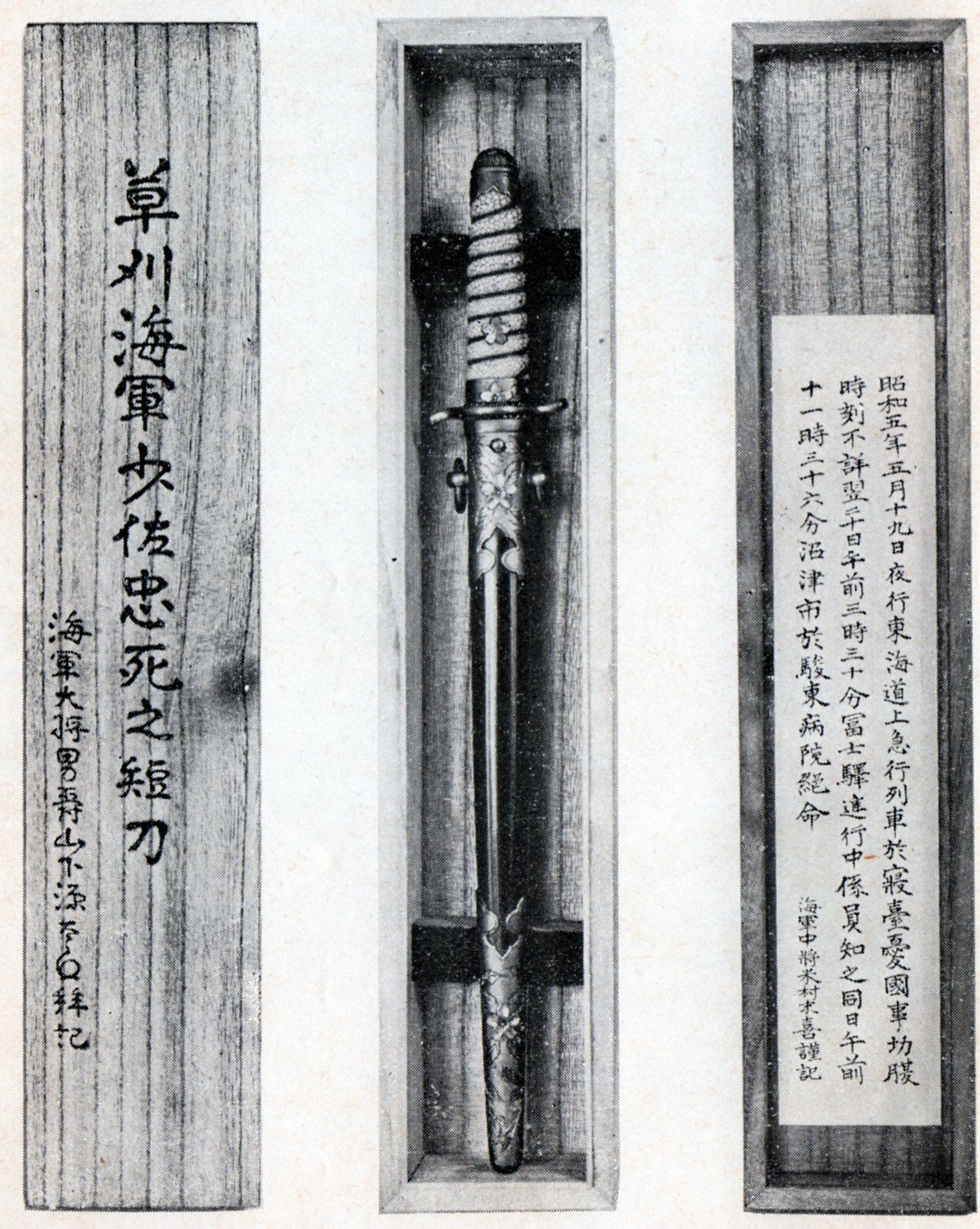
自刃の短刀

ロンドン海軍軍縮条約に反対していた草刈は、軍縮会議全権の一人で、帰国の途次にある海軍大臣・財部彪が乗車していた東海道線車中にて自決した。死の5日前である5月15日には、私淑していた山下源太郎をその邸に訪問したが不在で会うことはできなかった。5月17日は長女の誕生日であったが、米村末喜の招きで昼食をともにし、その後誕生祝を行い、さらに米国駐在を命じられた保科善四郎を送別する同期生の会合に出席。その夜親戚とともに外遊から帰国する雄治の帰国を出迎えるため神戸に赴いている。草刈が神兄と慕った雄治を出迎えたとき着用していた軍服は新調したものであった。親戚一同との別れ際における草刈は、普段と様子が異なっていたという。その後京都へ向かい、敬慕していた妙心寺の僧・西山宗徹に会おうとしたが、西山は不在で面会できなかった。自決はその帰途でのことである。
海兵同期の首席・小西千比古は、草刈が車中での自決を選んだ理由を、家族に会うと決心が鈍ることを恐れたのであろうと推測している。
草刈は腹を真一文字に切った状態で発見され病院に収容されたが、「刀は武士の魂である」と叫び、短刀を離そうとしなかった。連絡を受けた、草鹿、小西そして家族は現地へ急行し、草刈は小西が到着するのを心待ちにしていたが、臨終には間に合わなかった。看取った憲兵分隊長は「実に美事なる御最期でありました」と小西らに語っている。
懐中には藤田東湖の回天詩とともに遺書があったが、後半は伏せられたため自決の原因は明らかになっていない。小西は後半部分について、｢今日の時代が、一箇の歴史として研究されるまで公にする事は出来ない｣としている。自決の理由としてノイローゼ状態であったというものや、財部の暗殺を企図したが果たせなかったためなどの説がある。松本清張は、草刈は財部海相の暗殺を決意したものの、暗殺の主要動機が財部の統帥権干犯にあるにかかわらず、自己の暗殺行為もまた統帥権干犯になるのではと悩み、暗殺を実行できず自決を選んだとし、池田清も財部暗殺を決行できず憤死したとしている。自決当時軍令部で同僚であった草鹿は、草刈が帰国の途にある全権団が歓迎されていることに衝撃を受けたと述べ、また小西は「己の死を以て訴えるべきものを訴えるべき人に訴えた」と語った。
このノイローゼ説に対する同期生の反発は強かった。草鹿はノイローゼ説を述べた軍令部次長・末次信正に反論し、末次を謝らせている。また市丸利之助はノイローゼ説を唱えるものに世の軽薄者流と反駁した上で、41期は先に殉職した荒木熙と草刈の魂を受け継ぐものであるとした。
草刈の自決は『軍縮条約に対する死の抗議』として大きく報じられ、その真相を書いたとする印刷物が出回った。またロンドン海軍軍縮会議をめぐって紛糾した統帥権干犯問題に影響を与え、「自由主義者の奸策に斃れた草刈少佐の死を忘れるな」との叫びが青年将校や国家主義者の間に高まった。

### 葬儀
海軍士官が現役中に死去した場合、海軍葬が営まれるのが通常であるが、草刈は自決であるためそうした措置はとられていない。草刈家は元来キリスト教を宗旨としていたが、葬儀は仏式で行われ導師は西山宗徹が務めた。その葬儀には山下源太郎、加藤寛治ら草刈と縁のある海軍大将が弔問に訪れているが、特につながりのなかった有馬良橘も姿を現し、有馬は号泣した。なお陸軍では参謀総長・金谷範三が使者を派遣し、久邇宮家からは花輪が贈られ、同宮附武官が代拝している。

### 長男
草刈自決の際、妻は臨月で一男三女が残された。長男・正一は府立一中に在学していたが、父の死後は寺本、草鹿らの教えを受け、また小西が一時引き取っている。正一は父と同様に海軍兵学校(67期)へ進み、卒業後、戦闘機操縦の道に進み、第36期飛行学生（兵学校67期の一部と68期の大多数）を卒業後、太平洋戦争において、空母「飛鷹」に乗り組んだ後、父の同期生である青木泰二郎のもとで海口海軍航空隊飛行隊長などを務め、海軍大尉で終戦を迎えた。